# Samuel Bochart
Samuel Bochart (Rouen 1599 - Caen 1667) va ser un clergue protestant francès i un erudit.
Era fill d'un clergue també protestant. Va defensar tres tesis en teologia a Sedan (Ardenes), Saumur i Leiden Des de l'any 1621 va viure a Oxford i l'any 1628 passà a Caen.
Dominava 17 idiomes entre ells, l'etípo, el fenici i el caldeu. Va ser autor d'un diccionari àrab amb 30.000 paraules. Va representar els protestants al sínode de Loudun el 1659. El 1652 va ser invitat a la Cort per la reina Cristina de Suècia, com també ho havia fet amb René Descartes.
Mantenia polèmiques amb el teòlegs catòlics com la mantinguda el 1628 amb el jesuïta Veron. Durant la discussió amb el teòleg protestant Huet va patir un atac de feridura el 16 de maig de 1667 que li va produir la mort.

## Algunes obres
- Geographia Sacra, sur les premiers âges du monde, Cadomi, typis Petri Cardonelli, 1646;
- De consiliandis in religionis negotio protestantibus, 1662;
- Hiérozoïcon, 1663, història de tots els animals citats a la Bíblia;
- Traité des minéraux, des plantes, des pierreries dont la Bible fait mention;
- Traité du paradis terrestre.